# Lubero (Territorium)
Lubero (französisch Territoire de Lubero) ist ein Territorium in der Provinz Nord-Kivu der Demokratischen Republik Kongo.

## Geographie
Lubero grenzt an die Territorien Beni im Norden und Walikale im Süden. Im Osten grenzt es an den Eduardsee und den Nationalpark Virunga. Das Territorium ist das am dichtesten besiedelte des Landes. Der höchstgelegene Ort ist Kipese auf etwa 2500 m.

## Wirtschaft
In der Landwirtschaft werden unter anderem Maniok, Süßkartoffeln und Zwiebeln angebaut.